# Physalaemus riograndensis
Physalaemus riograndensis är en groddjursart som beskrevs av Milstead 1960. Physalaemus riograndensis ingår i släktet Physalaemus och familjen Leiuperidae. IUCN kategoriserar arten globalt som livskraftig. Inga underarter finns listade i Catalogue of Life.